# Fear and Desire
Fear and Desire is een oorlogsdrama uit 1952 onder regie van Stanley Kubrick. Het was diens eerste avondvullende speelfilm. Behalve met de regie hield Kubrick zich ook bezig met de productie, de montage en de cinematografie. Voor de geluidsopnamen deed hij een beroep op een vriend die bij de radio werkte. Alle acteurs waren amateurs afkomstig uit de familie en vriendenkring van Kubrick.
Het thema 'de zinloosheid van oorlog' kwam terug in verschillende van Kubricks latere films.

## Verhaal
In een fictieve oorlog ergens in de toekomst trekt een groepje soldaten door de bossen op zoek naar een legerbasis waar ze zich moeten melden. De soldaten zijn verdwaald. Wanneer ze een wegwijzer zien, beseffen ze dat ze op vijandig terrein achter de vijandige linies zijn beland. Ze gijzelen een inwoonster van een nabijgelegen dorp en samen met haar trekken ze verder in een zelfgemaakt vlot over de rivier.
Wanneer ze toch aankomen bij de legerbasis, wappert er een vijandige vlag. De basis is veroverd door de vijand. De soldaten openen het vuur en heroveren de basis. Als ze de lijken van de vijanden zien, blijken de vijandige soldaten precies hetzelfde uiterlijk te hebben als de eigen soldaten. Sterker, ze zijn exact hetzelfde (ze worden gespeeld door dezelfde acteurs).
Het einde is een metafoor: soldaten zijn wereldwijd allemaal hetzelfde. Het zijn onschuldige burgers die moeten vechten in een oorlog die ze zelf niet hebben gewild. Ze vechten om te overleven en alleen de uniformen maken hen verschillend van elkaar. In vredestijd waren ze vrienden van elkaar geweest.

## Rolverdeling
| Acteur         | Personage                |
| -------------- | ------------------------ |
| David Allen    | verteller                |
| Frank Silvera  | Sgt. Mac                 |
| Kenneth Harp   | Lt. Corby / Generaal     |
| Paul Mazursky  | Pvt. Sidney              |
| Steve Coit     | Pvt. Fletcher / Kapitein |
| Virginia Leith | meisje                   |

## Achtergrond
Fear and Desire werd onafhankelijk geproduceerd en gefinancierd door familie en vrienden van Kubrick. De opnamen vonden plaats dertig kilometer buiten de stad New York. De film draaide oorspronkelijk alleen in de lokale bioscopen in en rond New York. Kubrick maakte een aantal kopieën en verhuurde die aan lokale bioscopen. Met het geld dat hij hiermee verdiende financierde hij zijn volgende film Killer's Kiss.
Kubrick was zelf niet tevreden over Fear and Desire. Hij noemde het 'een klungelig amateuristisch product waaraan je duidelijk kunt afzien dat ik de techniek van het filmen nog niet onder de knie had'. Kubrick schaamde zich zo voor de film dat hij in de jaren 90 alle bestaande kopieën, die er nog waren, liet opsporen en vernietigen. Desondanks bestaan er nog wel enkele kopieën van de film. 
De film is uitgebracht op dvd en blu-ray door ondere Eureka Entertainment (Verenigd Koninkrijk) en Kino Lorber (Verenigde Staten).